# 哈卡爾特南戈
哈卡爾特南戈是危地馬拉的城鎮，由韋韋特南戈省負責管轄，位於該國西部，距離首都危地馬拉市385公里，面積212平方公里，海拔高度1,437米，2002年人口34,397。
15°40′N 91°44′W / 15.667°N 91.733°W